# Bradya (Bradya) congenera
Bradya (Bradya) congenera is een eenoogkreeftjessoort uit de familie van de Ectinosomatidae. De wetenschappelijke naam van de soort is voor het eerst geldig gepubliceerd in 1920 door Sars G.O..